# 荷田春滿

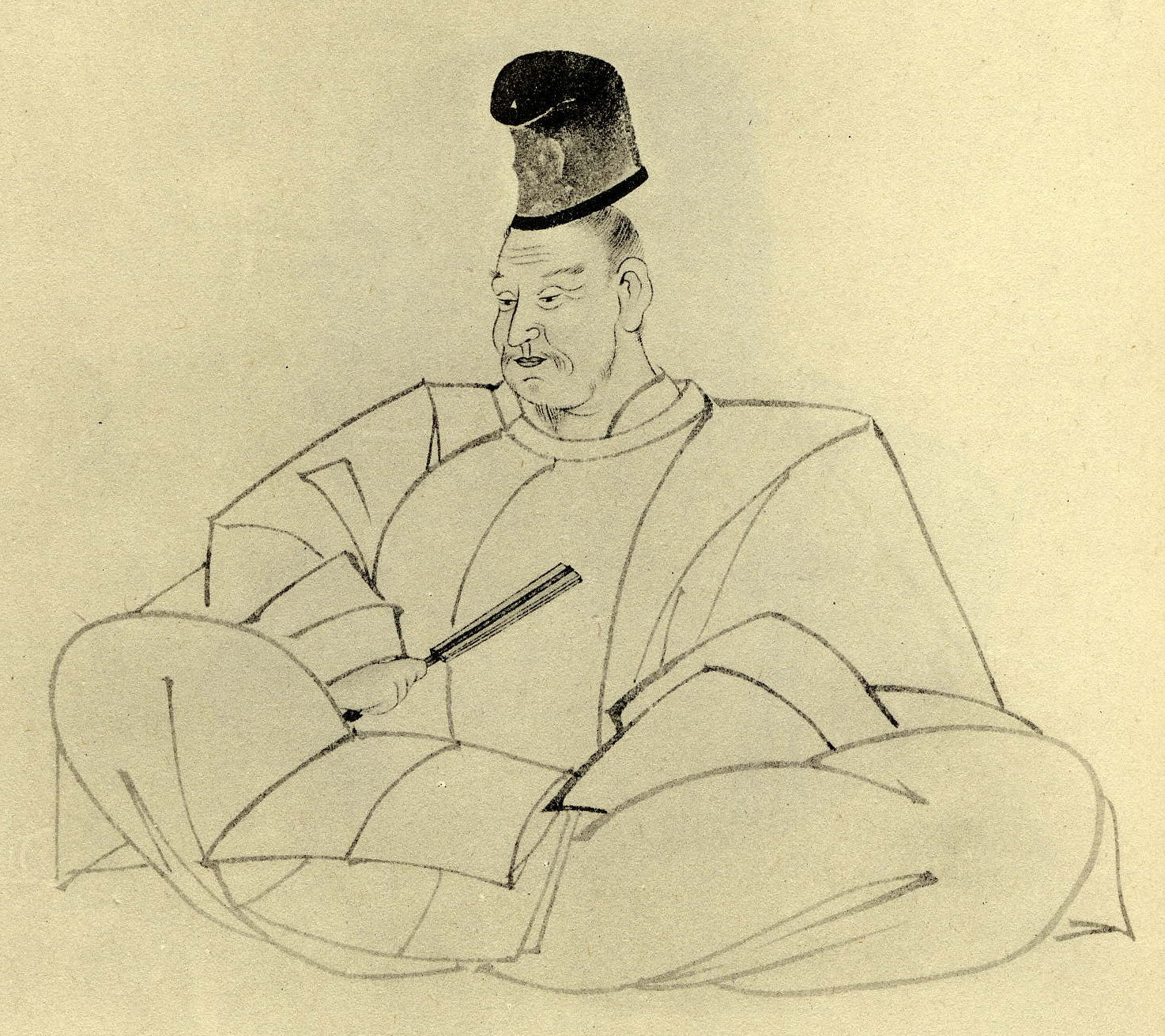
荷田春滿像

荷田春滿（かだ の あずままろ、寛文9年1月3日（1669年2月3日）- 元文元年7月2日（1736年8月8日）），初名信盛、東丸，通稱齋宮（いつき），江戶時代中期的日本國學學者、歌人。
與賀茂真淵、本居宣長、平田篤胤等三人，並稱日本國學的四大人，荷田春滿是其中之一人。

## 創作・脚色
- 史实上，春满与大石既不相识，互相也不知道对方的名字。大石是于事件当日在堀部金丸的住宅从无人・良壳（三平）父子那里初次听闻作为吉良举行的茶会的参加者的春满的名字。另外，为纪念春满被追赠正四位而祭祀他的东丸神社建于1883年（明治16年），距离在元禄赤穗事变已有两百多年的时间了[1] 。该神社的祭神是“东丸大人（あずままろうし）”，是完全独立于伏见稻荷大社的不同的宗教法人。